# سونیک خارپشت (بازی ویدئویی ۲۰۰۶)
سونیک خارپشت (عموماْ تحت نام سونیک '۰۶ شناخته می‌شود) یک بازی پرشی می‌باشد که توسط سونیک تیم توسعه‌یافته و توسط سگا در سال ۲۰۰۶ منتشر شده‌است. این بازی با هدف بازراه‌اندازی فرنچایز بازی‌های سونیک برای کنسول‌های نسل هفتم طراحی شده بود. بازیکنان در این بازی کنترل شخصیت‌های سونیک، شدو و شخصیت جدیدی به نام سیلور را به دست می‌گیرند که با سولاریس، موجود شیطانی باستانی که دکتر اگمن به دنبال اوست، مبارزه می‌کنند. هر شخصیت قابل بازی، خط داستانی و توانایی‌های ویژهٔ خود را دارد و باید با تکمیل مراحل، کاوش در جهان‌های مرکزی و نبرد با باس‌ها، داستان را پیش ببرند. همچنین بازیکنان در حالت‌های چندنفره می‌توانند برای جمع‌آوری زمردهای آشوب با یکدیگر همکاری یا برای رسیدن به پایان یک مرحله با یکدیگر رقابت کنند.

## پی‌رنگ
دکتر اگمن  الیز پرنسس سولیانا را می‌دزدد تا با مهار «شعله‌های فاجعه» نیروی ویرانگری که درون او مهر و موم شده، به قدرت برسد. سونیک با کمک دوستانش، تیلز و ناکلز، تلاش می‌کند الیز را از چنگ اگمن رها بخشد. در این بین شدو و همکارش روژ و اگمن به اشتباه موجودی اهریمنی به نام مفیلس را آزاد می‌کنند. این موجود، این دو مأمور را به آینده‌ای پسارستاخیزی می‌برد که در آن هیولای اهریمنی ابلیس زمین را به نابودی کشانده‌است. مفیلس دو نفر از بازماندگان آن دنیای ویران‌شده به نام‌های سیلور و بلیز را به اشتباه متقاعد می‌کند که سونیک مسئول این ویرانی‌هاست و آن‌ها را به زمان حال می‌فرستد تا او را از پای درآورند.
سونیک و دوستانش طی داستان برای مقابله با مفیلس و ابلیس و حفاظت از الیز در برابر دکتر اگمن، بین گذشته، حال و آینده سفر می‌کنند و جابه‌جا می‌شوند. سیلور در ابتدا سونیک را تعقیب کرده و مانع نجات الیز می‌شود، اما شدو به او حقیقت را می‌گوید: سونیک مقصر نیست، بلکه مفیلس است که سعی دارد گذشته را برای اهداف شیطانی خود تغییر دهد. آن‌ها به ده سال قبل باز می‌گردند و درمی‌یابند که مفیلس در تلاش است تا با ابلیس از کودکی در درون الیز مهر و موم شده است، یکی شود چرا که این دو موجود دو نیمه از ایزد متعال سولیانا، سولاریس، هستند. مفیلس در نهایت پس از قتل سونیک و وادار کردن الیز به گریه بر سر مرگ او مهر و موم الیز بر ابلیس را آزاد کند و با قدرت گرفتن از زمردهای آشوب با ابلیس ادغام شده تا به سولاریس تبدیل شود، موجودی که قصد دارد تا زمان را به طور کامل بلعیده و از بین ببرد. قهرمانان بازی و الیز به ترتیب با جمع‌آوری و استفاده از قدرت زمردهای آشوب، سونیک را احیا می‌کنند، و در ادامه سونیک، شدو و سیلور با تبدیل شدن تبدیل به فرم‌های سوپر خود می‌شوند تا سولاریس را شکست دهند. سونیک و الیز به گذشته سفر کرده و شعلهٔ سولاریس را خاموش می‌کنند، بدین ترتیب این خدا را از وجود محو کرده و وقوع این رویدادها را برای همیشه از بین می‌برند. علی‌رغم این تغییرات، سونیک و الیز بعد از این ماجرا همچنان نشانه‌هایی ضعیف از به یاد آوردن ملاقاتشان بروز می‌دهند.